# 人体へのエタノールの作用
人体へのエタノールの作用（じんたいへのエタノールのさよう）では、飲酒などによりエタノールを摂取したことによる、人体に対する医学・生理学的影響について述べる。

## 摂取
人間がエタノールを摂取するケースは主に経口であるが、まれに経皮、注射などもある。
経口
酒のほか、発酵食品や、料理酒等を使った食品でも摂取される。飲食物以外では、急性グリコール中毒を防ぐために服用されることがある。また、誤飲事故も多い。経口摂取したアルコールは、主に胃と小腸粘膜で吸収される。
経皮
化粧品（化粧水など）やヘアケア製品（育毛剤、整髪料、シャンプーなど）に、薬効成分の吸収を促進するなどの目的で使われ、一部が吸収される。ごく少量のため酩酊や健康上の問題を引き起こすことはないが、皮膚に悪影響を及ぼすことがある。
皮膚に使用した際の毒性の詳細は湿潤療法の概説を参照。
注射
肝癌治療で、患部にエタノールを注射することがある。

## 代謝
体内ではアルコールを貯蔵する仕組みがないので、（肝臓の代謝量以内であれば）その90%以上は速やかに肝臓で代謝される（もちろん肝臓の代謝量を超えた分は血中エタノール濃度を上昇させる）。
エタノールを初めとしてアルコールの代謝には、大きく2つの酵素が関係している。アルコールデヒドロゲナーゼ（アルコール脱水素酵素）とアルデヒドデヒドロゲナーゼ（アルデヒド脱水素酵素）がある。いずれの酵素も基質特異性が低く、エタノール以外のアルコールも酸化し、水素はNADやNADPに供与されNADHやNADPHを生成する。
{\displaystyle {\ce {CH3CH2OH + NAD+ -> CH3CHO + {NADH}+ H+}}}
{\displaystyle {\ce {CH3CHO + NAD+ + H2O -> CH3COOH + {NADH}+ H+}}}
エタノールはアセトアルデヒドを経てアルデヒド脱水素酵素で酢酸に変換される。ついでアセチルCoAリガーゼによってATPを消費してアセチルCoAへと変換される。具体的には、2種類のアセチルCoAリガーゼにより以下の反応が起こる。
- アセチルCoAシンテターゼ (EC 6.2.1.1)酢酸 {\displaystyle {\ce {+ {ATP}+ {CoA}->}}}アセチル{\displaystyle {\ce {{CoA}+ {AMP}+ 2}}}リン酸
- 酢酸CoAリガーゼ (EC 6.2.1.13)酢酸 {\displaystyle {\ce {+ {ATP}+ {CoA}->}}}アセチル{\displaystyle {\ce {{CoA}+ {ADP}+}}}リン酸

通常、アセチルCoAはTCA回路に供給され、オキサロ酢酸と共にクエン酸に転化され、CO2とH2Oに分解される。しかし、前述のアルコールデヒドロゲナーゼとアルデヒドデヒドロゲナーゼとが大量に生成したNAD(P)Hによって肝臓ミトコンドリアTCA回路の活性は低下する（TCAサイクル自身もNADPからNADPHを生産するのでNADPが枯渇すると回転できなくなる）。その結果、（NADHを消費するグリセロール3-リン酸の合成を経た）グリセロール合成と（NADPHを消費する）脂肪酸の合成が亢進する。言い換えると、大量の飲酒は中性脂肪（特にトリグリセリド）に転化される。
代謝の中間に発生するアセトアルデヒドは、分子中に持つアルデヒド基がタンパク質の側鎖などのアミノ基と強い反応性を有するため、エタノール以上に毒性が高く、頭痛や悪心などを引き起こし、いわゆる二日酔い・悪酔い状態の原因となる。ちなみに「二日酔いに迎え酒が良い」といわれるのは、追加されたエタノールが頭部の血管を拡張させたり酩酊期のアルコールが痛覚を麻痺させたりすることにより緩和されているのであって、アセトアルデヒドを解毒しているわけではないので、治療的な意味はない。また、アセトアルデヒドは発癌性が疑われるとされている。
人種的な代謝能力に関して、モンゴロイドは、アルデヒドデヒドロゲナーゼについては代謝能力の弱いタイプの方を遺伝形質として持つものが多く、おおむね酒に弱い。一方、コーカソイド系は強いタイプを遺伝形質に持つものが多い。このため、酒を飲んだ後に毛細血管が開いて赤面する状態（フラッシング反応）は「Asian Flush」と呼ばれる。遺伝的にこの酵素の活性が低い人、あるいはほとんど酵素誘導されていない人は、酒を飲んでも、アセトアルデヒドの血中濃度が急激に上昇し、愉快になるどころか、飲んだ直後に頭痛、吐き気に襲われる。一方、2010年の中国科学院昆明動物研究所による研究では、アルコールデヒドロゲナーゼADH1BのArg47His変異（ADH1B*47His）の中国おける変異分布についての研究では、この変異が1万–7000年前に起こり、その分布域は米の水田耕作が始まった中国南部で多く、このため米からアルコールを作っていた米作地帯でこの変異が選択されていったことが示唆された。アルコール醸造が容易な地域でアルコールに対する耐性を低下させる変異が選択されていった過程について、議論が続いている。
日本人には、同酵素の活性が低いか、欠落している人が全体の45%程度いる。また、10人に1人は体質的にまったくアルコールを受け付けない。習慣的に飲酒するようになると、酵素誘導でそれなりの量のアルデヒドデヒドロゲナーゼが生成するので「飲めば強くなる」傾向はあるが、程度の問題である。
また、恒常的な飲酒により、薬物代謝酵素CYPが多量に誘導されると、CYP酵素がエタノールを分解するようになる。CYPはエタノール（とアセトアルデヒド）を水と二酸化炭素へ直接分解するため、多少の量のアルコールでは全く酔わなく（むしろ酔えなく）なる。この状態になると、麻酔を含め、ほとんど全ての種類の薬物に関してCYPが作用するために、薬物が非常に効きにくい体質が形成される。CYPが誘導されるころにはアルコール要求量が急速に増大し、酒に強くなったと錯覚する。しかし、飲酒量の増大に伴い、生活はいわゆるアル中状態となり、健康も急速に悪化する。すなわち、健全な社会生活の維持が困難になったり、極度の栄養失調、アルコール依存症あるいはアルコール性神経炎などを併発するようになる。

## 酔い
酒に含まれるアルコール（エタノール）を摂取すると人間は酔う。
酔いには、エタノールによる脳の麻痺と、体内でのエタノール分解の過程で生じるアセトアルデヒドの毒性による酔いとの、二種類がある。
以下に、エタノールによる脳の麻痺による酔いを説明する。
アルコールによる酔いは、エタノールの血中濃度に比例する。しかし、同じ量を同じペースで飲んでも、酔う程度は人により異なる。これは同じ量のエタノールを摂取しても、エタノールの血中濃度は各人が持っている体液の量（体液の量が多いと同じ量のエタノールを摂取しても血中濃度は低くなる）により変わってくること、および、アルコール脱水素酵素の活性度にはアセトアルデヒド脱水素酵素（アルデヒド脱水素酵素）と同じように3種類の遺伝子多型があり、エタノールの分解速度が異なるためである。
アルコール脱水素酵素の活性度は、酵素誘導により増減する酵素の絶対量のほかにも、遺伝による酵素タイプの違い（体質）によって変わる。
そもそもエタノールによる「酔い」の本態は、中枢神経系の抑制が原因である。中枢抑制作用を持つ麻酔とは異なり、エタノールの場合、早期には（低レベルの血中濃度では）抑制系神経に対して神経抑制効果が掛かるために結果として興奮が助長される（アルコール作用の発揚期）。
血中濃度が上昇するにつれて、運動器や意識を司る神経系にも抑制が掛かり、運動の反射時間の延長や刺激への無反応を生じる（アルコール作用の酩酊期）。
さらに血中濃度が上昇すると脳幹まで抑制するので、瞳孔拡大や呼吸停止を引き起こし死に至る。
短時間に代謝量を上回るエタノールを摂取すると、代謝が追いつかず急激に血中濃度が上昇し、発揚期・酩酊期を経ずにいきなり中枢神経系を抑制してしまうことで最悪の場合死に至る（急性アルコール中毒）。
| 血中アルコール濃度 | 酩酊度 | 影響                                                         |
| ------------------ | ------ | ------------------------------------------------------------ |
| 0.05%              | 微酔期 | 陽気、気分の発揚                                             |
| 0.08%              | 微酔期 | 運動の協調性の低下、反射の遅れ                               |
| 0.10%              | 酩酊期 | 運動の協調性の明らかな障害（まっすぐに歩けない等）           |
| 0.20%              | 泥酔期 | 錯乱、記憶力の低下、重い運動機能障害（立つことができない等） |
| 0.30%              | 昏睡期 | 意識の喪失                                                   |
| 0.40%              | 昏睡期 | 昏睡、死                                                     |

上記の酔いは、エタノールが体内でアセトアルデヒドに分解されるまでに、エタノールの脳への作用で生じる酔いであり、一般的に言われているお酒に強い体質・弱い体質（アセトアルデヒド脱水素酵素の活性度合いの差による体質）とは関係がない。

## 急性中毒
急性期の毒性について考えると、アルコールは中枢神経を麻痺させる性質があるので、多量の摂取によって中枢神経が完全に麻痺すると呼吸や心臓が停止し死に至る。睡眠薬の飲みすぎで死亡するのと作用は同じである。ほろ酔いが血中アルコール濃度0.05～0.1%、致死量が血中アルコール濃度0.4%以上といわれている。つまり作用量と致死量が1:4程度になる。作用量と致死量がこのように近接している"いわゆる向精神薬"はアルコールのほかに例がなく、ほんの少し飲みすぎただけで死亡する危険性をはらんでいる。
厚生労働省の研究班が飲酒と自殺の関係について男性4万人を対象とした調査によると、(1)週1回以上飲酒し1日当たりの飲酒量が日本酒3合（アルコール59グラム。ビールなら大瓶3本、ウイスキーならダブル3杯）以上の男性、(2)全く飲まない男性は、ともに月に1回から3回飲酒する男性に比べて自殺の危険性が2.3倍高まるということを2006年3月1日に発表した。この発表では、過去に飲酒していたがやめたという群については、自殺の危険性が6.7倍と高い数値を示している。
また、中枢神経の麻痺により理性が利かなくなるので、一度飲みだすと適量でやめるという自制心が働かなくなる。飲みすぎにより、過度に暴力的になったり、場合によっては平気で犯罪行為を行ってしまう危険性もある。この点については多くの依存性薬物と同様である。

## 慢性中毒
慢性期の毒性は、おもに肝臓と神経系（特に脳）に対する障害である。アルコール性肝臓疾患（と酒しか口にしなくなることによる栄養失調）により、身体の栄養状態は極端に悪くなる。栄養失調もまた神経系に障害を与える。慢性アルコール中毒は精神的依存と身体的依存の双方を示すので身体だけでなく精神あるいは環境面でのケアも必要となる。
長期間にわたり一定以上のアルコールの摂取を続けると、アルコール性肝炎を併発することがある。また、糖質をもとにしたアルコールにも当然カロリーがあるので、酒の肴やつまみなどの食品を摂ることでカロリーの摂り過ぎとなり、脂肪肝を招くことがある。そして飲酒は急性膵炎の主原因の一つでもある。また精神疾患であるアルコール依存症（慢性アルコール中毒）になる危険性がある。アルコール依存症患者は偏食となることが多く、栄養失調による障害も併発することが多い。また栄養障害も長期間にわたるエタノールの直接作用によっても末梢神経は恒久的なダメージを受け、痺れなどの感覚異常を引き起こす。
ヒトの脳は、通常グルコースをエネルギー源として利用するが、大酒家の場合にはグルコースの代わりにエタノールから代謝される酢酸を主要なエネルギーとして利用する場合がある。アルコール依存症を治療するために厳格な断酒を実行した場合、主たるエネルギー源である酢酸を失い、アルツハイマー症を悪化させる可能性があり、別途の酢酸摂取の必要性の指摘がなされている。また、大酒家が好んで酢を摂取することも指摘されている。